# Citybanan

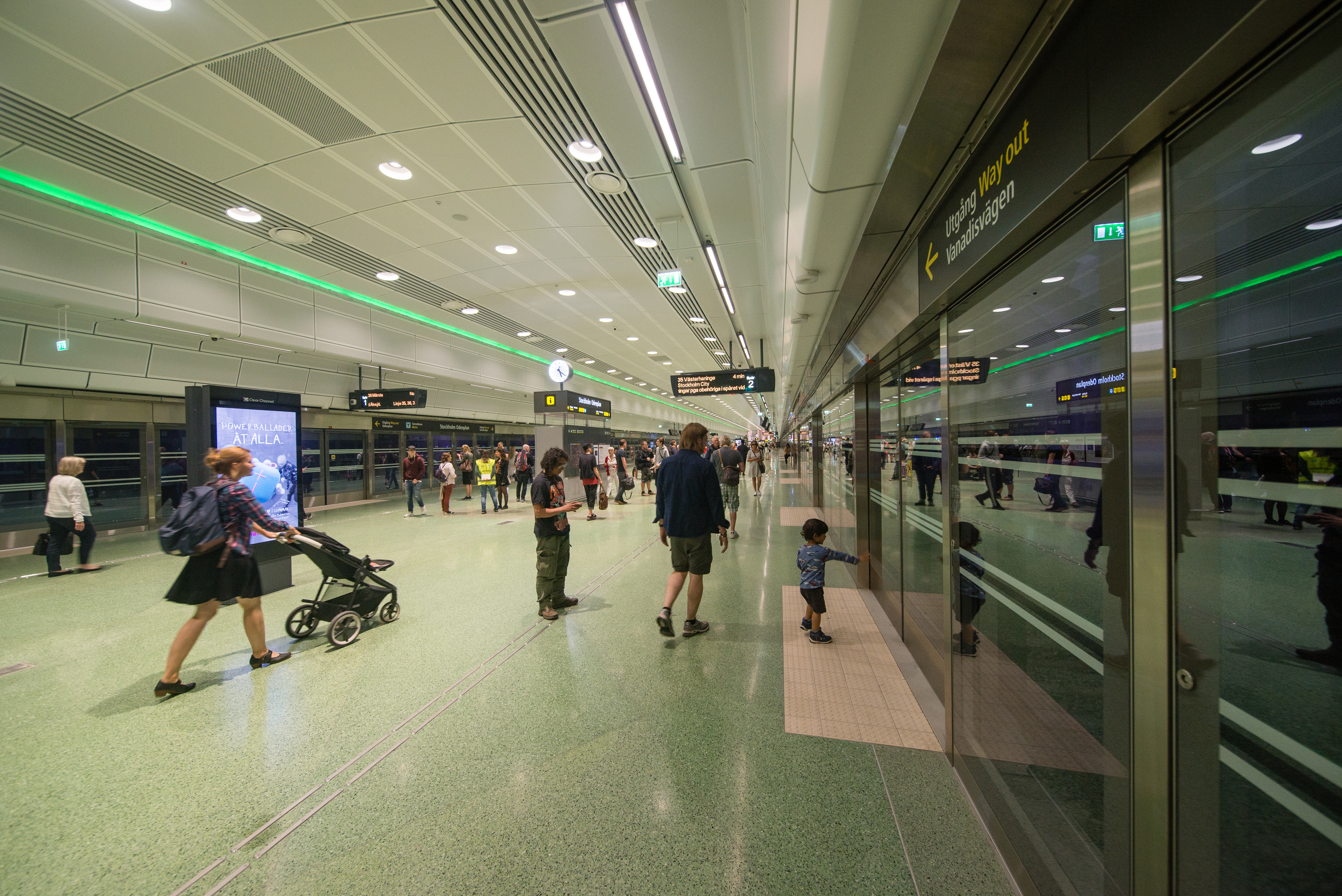
Платформа станції Уденплан

59°19′30″ пн. ш. 18°04′00″ сх. д. / 59.325° пн. ш. 18.06666667° сх. д.
Citybanan — залізничний тунель приміської залізниці у центрі Стокгольма, Швеція, який використовується Стокгольмською приміською залізницею. Тунель завдовжки 7,4 км, двоколійний та електрифікований. Має дві станції: Стокгольм-Сіті розташована безпосередньо під Т-Сентрален, центральною станцією Стокгольмського метро та станцію Уденплан — другу станцію, що розташована поряд зі станцією метро Уденплан а також залізничний віадук, завдовжки 1,4 км у Årstaberg. Тунель введено в експлуатацію 10 липня 2017 року
Спорудження цього тунелю дозволить розвантажити центральний залізничний вокзал, на який приходить близько 80 % залізничних пасажирських маршрутів. Особливо сильний дефіцит — у південному напрямку, де є тільки одна двоколійна залізниця Потяги приміської залізниці становлять близько двох третин цього об'єму, тому виокремлення їх на окремі колії вельми розвантажило центральний вокзал. Основна частина прокладена через скельний ґрунт; підводний тунель створено методом зануреної рури.
- Координати південного порталу тунелю 59°18′54″ пн. ш. 18°04′04″ сх. д. / 59.315052° пн. ш. 18.067773° сх. д.
- Координати північного порталу тунелю 59°20′57″ пн. ш. 18°01′09″ сх. д. / 59.349252° пн. ш. 18.019209° сх. д.